# Лизандер, Фёдор Станиславович
Фёдор Станиславович фон Лизандер  (нем. Friedrich Woldemar von Lysander; 16 октября 1816 — 15 февраля 1893) — управляющий Саратовской конторой иностранных поселенцев (1863—1866), лифляндский губернатор (1868—1871).

## Биография
Родом из Курляндии. Родился в семье ротмистра Станислава фон Лизандера (1792—1840) и его жены Элизабеты, урождённой фон Энгельгардт (1797—1835), родом из Грюнвальда.
Пошёл по стопам отца и 8 августа 1832 поступил на военную службу в русской армии. В 1834 году произведён в корнеты, в 1835 – лейтенанты. С 1838  года служил в гвардейском драгунском полку, в 1845 году получил чин капитана. В 1852 году произведён в полковники, с 1854 года служит в Провиантском департаменте. 

### Конфликт с олонецким губернатором
В мае 1858 года Ф. С. Лизандер был назначен управляющим Олонецкой палатой государственных имуществ (ОПГИ). Задолго до его назначения ещё в июле 1857 года Олонецкий губернатор Н. П. Волков начал кампанию по борьбе с злоупотреблениями в лесозаводчиков в Повенецком уезде. Он утверждал, что лесничие не борются с незаконными рубками, а даже заинтересованы в них материально. По мнению Волкова, новый управляющий ОПГИ Лизандер, вместо того, чтобы включится в его борьбу, стал защищать лесничих. В конце 1858 года разногласия между управляющим ОПГИ Лизандером и губернатором усилились. Лизандер  сообщил в министерство государственных имуществ (МГИ), что Н. П. Волков требует прекратить обмер лесов на некоторых лесопильных заводах «как несвоевременного и не основанного на законе». Ф. С. Лизандер обратился к  министру с предложением производства следствия о злоупотреблениях «по всем вообще заводам». Обнаружив нежелание Волкова исполнять распоряжения МГИ, министр Михаил Муравьев довёл до сведения императора «об уклончивых действиях» олонецкого губернатора.
6 сентября 1859 года губернатор Н. П. Волков, принимая у себя губернских чиновников, обратился к штаб-офицеру Корпуса жандармов князю Мышецкому, сказав, что «до него дошли сведения о поданной на него на имя товарища министра Государственных имуществ генерала Зелёного гнусной клевете в письме и спросил его, не знает ли он, кто бы это мог сделать?" По словам Волкова, тогда выступил Лизандер и потребовал объяснить, «какую переписку я называю гнусною и до кого относится мое замечание? Я отказался ему, указав на нарушение им субординации, сказав — не забывается ли он? Но тот ответил, что не забывается. Даже требование моё замолчать именем государя не остановило его». После чего губернатор потребовал «оставить зал», но Лизандер не сделал этого сразу, а покинул его позже, не откланявшись. Губернатор Н. П. Волков закончил рапорт словами о том, что «имел намерение арестовать статского советника Лизандера», но не решился и поэтому возможность применения этой меры оставлял на усмотрение государя.
Александр II направил «для обревизования Олонецкой губернии и действий местных властей» комиссию сенатора А. О. Дюгамеля. Сенатор Дюгамель несколько раз пытался примирить враждующие стороны, но губернатор Волков настойчиво требовал, чтобы Лизандер был отдан под суд, хотя из объяснений Лизандера стало ясно, что оскорбленной стороной являлся именно он, а не губернатор. Н. В. Волков продолжал настаивать на разборе его конфликта с Лизандером и 4 января 1860 года просил провести очные ставки под присягой. Неясно состоялась ли очная ставка Лизандера и Волкова, но на основании отчёта комиссии Дюгамеля и объяснений Олонецкого губернатора кабинет министров предложил "г. Волкова, уволив от должности, причислить к МВД". Начальник III отделения князь В.А. Долгоруков подал особое мнение «не увольнять губернатора без прошения его, а предложить ему просить об увольнении и предоставить право принести Сенату свои оправдания», что и было исполнено. Двадцать восьмого сентября 1860 г. император утвердил журнал Комитета министров, присоединившись к особому мнению Долгорукова.

### Продолжение карьеры
17 апреля 1862 года Лизандер получил чин Действительного статского советника. В 1863-1866 годах управлял Саратовской конторой иностранных поселенцев. В 1866-1867 году главный попечитель в Попечительном комитета об иностранных поселенцах южного края России (или председатель  этого комитета). В 1867-1868 годах управляющий Палатой государственных имуществ в Остзейских губерниях. В 1868 произведён в камергеры. 31 января 1868 назначен лифляндским губернатором, состоял в этой должности до 24 ноября 1871, когда перешёл на службу в Управление железных дорог.

## Семья
- Жена — Фёкла Фёдоровна Закиваева[5].

## Награды
- Орден Святого Станислава 2-й степени,
- Орден Святой Анны 2-й степени с Императорской короной,
- Орден Святой Анны 3-й степени,
- Орден Святого Станислава 2-й степени с Императорской короной,
- Орден Святого Владимира 3-й степени,
- Знак отличия беспорочной службы за 15 лет,
- Медаль за память войны 1853 - 1856 гг.

## Память
- Лизандергей (меннонитская колония) в Новоузенском уезде Самарской губернии названа его честь Ф. С. Лизандера
- В 1935 по названию колонии Лизандергей назван одноименный кантон АССР Немцев Поволжья.
- В честь  Ф. С. Лизандера названа реформатско-лютеранская колония Лизандердорф в Камышинском уезде Саратовской губернии.

## Комментарии
1. ↑  Фёдор/Фридрих был единственным ребёнком в этом недолгом браке. После развода его отец женился на Элизабете Доротее Кристине Эльвире фон дер Бринкен (нем. Elisabeth Dorothea Christina Elvira von der Brincken, 1801—1831), в этом браке у него было четверо детей: Алина, Николай, Августа и Теодор[1].  А мать Элизабета фон Энгельгардт вышла замуж за Роберта фон Энгельгардта (нем. Robert Sigismund Valerian von Engelhardt, 1798—1840, степень родства не установлена) и в этом браке родила пятерых: Туснельду, Юлию, Ольгу, Евгена и Александру[2].
2. ↑  Национальный архив Республики Карелия. Ф. 44. Oп. 1, д. 16, л. 13—14[4]
3. ↑  Национальный архив Республики Карелия. Ф. 27. Оп. 2. д. 802, л. 33[4].